# 董洪国
董洪国（1910年—2001年），中国人民解放军将领、中国人民解放军开国少将。
曾任河南军区后勤部部长兼政委。1955年，授予中国人民解放军少将。